# Bošany
Bošany (prononciation slovaque : [ˈbɔʃanɪ], allemand : Boschan, hongrois : (Kis-/Nagy-)Bossány) est un village de Slovaquie situé dans la région de Trenčín.

## Histoire

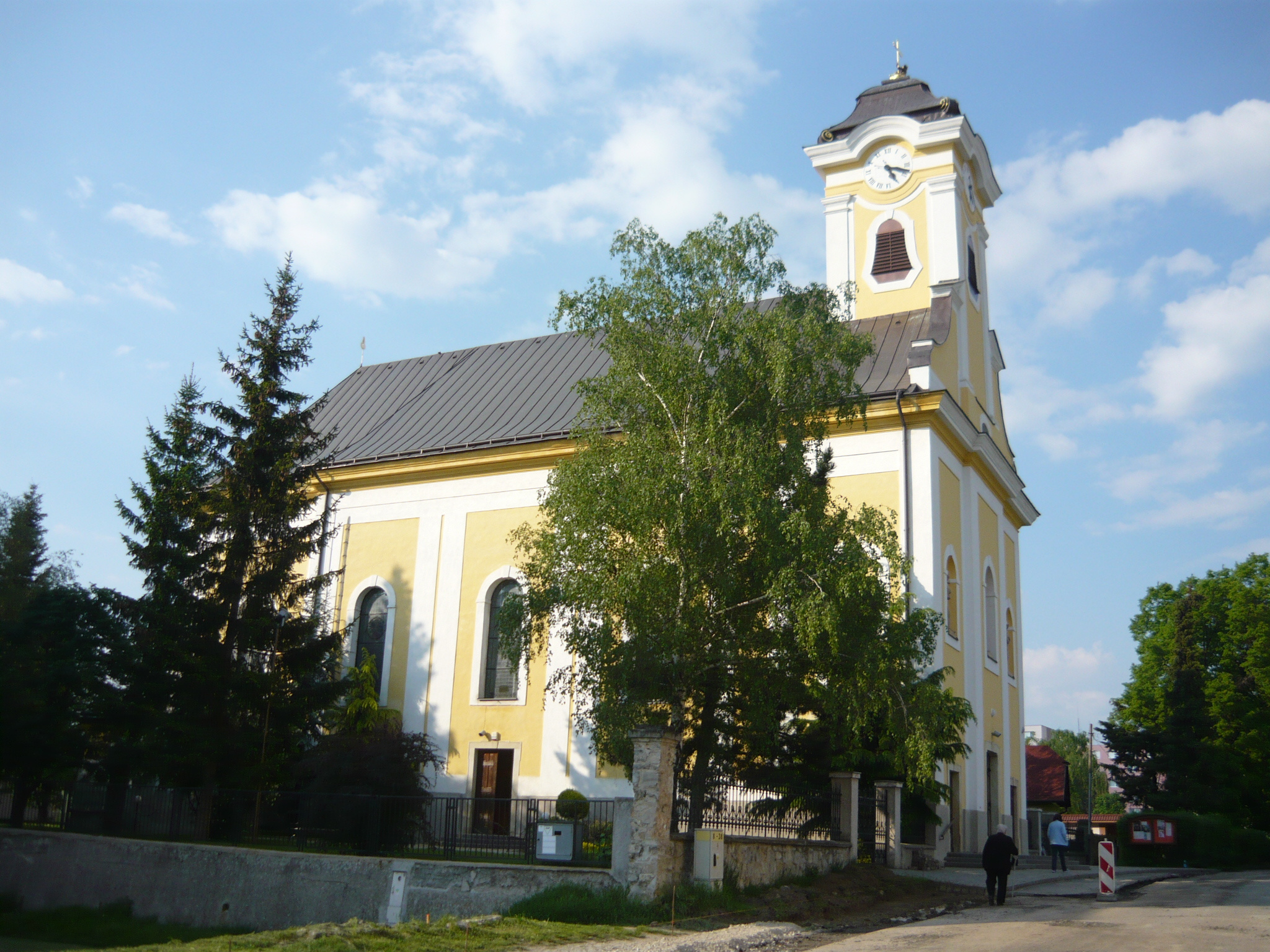
L'église Saint-Martin à Bošany

La première mention écrite du village date de 1183.

## Géographie
Bošany est traversée par la Nitra et se situe à 6 km à l’est de Topoľčany et 10 km au sud-ouest de Partizánske.
| Horné Chlebany (Région de Nitra) |                         | Chynorany        |
| Krušovce (Région de Nitra)       | Bošany                  | Nedanovce        |
| Práznovce (Région de Nitra)      | Krnča (Région de Nitra) | Klátova Nová Ves |

## Démographie

### Évolution de la population
| Année:               | 1994. | 2004.   | 2014.   | 2024.   |
| -------------------- | ----- | ------- | ------- | ------- |
| Nombre de personnes: | 4281  | 4298    | 4104    | 3989    |
| Différence:          |       | +0,39 % | -4,51 % | -2,80 % |

| Année:               | 2023. | 2024.   |
| -------------------- | ----- | ------- |
| Nombre de personnes: | 3985  | 3989    |
| Différence:          |       | +0,10 % |